# Lisa Bonet
Pour les articles homonymes, voir Bonet.
Lisa Michelle Bonet, et depuis 1995 Lilakoi Moon, connue sous le nom de scène de Lisa Bonet, née le 16 novembre 1967 à San Francisco (Californie, États-Unis), est une actrice et réalisatrice américaine.
Elle est révélée par son rôle de Denise Huxtable dans la série télévisée le Cosby Show (1984-1992).

## Biographie

### Jeunesse et formation
Elisabeth Michelle « Lisa » Bonet est née d'un père d'ascendance afro-américaine et cherokee, Allen Boney, chanteur d'opéra, et d'une mère juive américaine, Arlene (née Litman), institutrice et professeure de musique. Ses parents se séparent alors qu'elle est encore en bas âge, sa mère l'élève seule à Reseda, un quartier de Los Angeles,,,.
Après ses études secondaires à la Birmingham High School (en) de Van Nuys, elle suit des cours au Celluloid Actors' Studio de North Hollywood en Californie.

### Carrière

#### La révélation télévisuelle (1985-1991)
À l'âge de dix-sept ans, Elisabeth Boney décroche le rôle de la deuxième fille aînée Denise, dans la nouvelle sitcom Cosby Show, lancée en 1985 par la chaîne américaine NBC. Le programme connaît un large succès aux États-Unis, et fait des acteurs de la comédie des stars.
Denise Huxtable ayant l'âge d'entrer à l'université, la chaîne décide de lancer une série dérivée, nommée Campus Show, connue également sous le nom de A Different World, qui serait centrée sur la vie de Denise en tant qu'étudiante au Hillman College, un établissement universitaire fictif. Lisa quitte le Cosby Show pour jouer dans cette nouvelle série, mais elle se retire à la fin de la première saison, quittant par là-même la télévision pour commencer une nouvelle carrière dans le cinéma,.
Après l'étalage public d'accusations d'agressions sexuelles portées contre Bill Cosby, Lisa Bonnet a assuré que si parfois elle se sentait gênée par son énergie, elle n'a jamais été sujette à des écarts de conduite de sa part et se dit dégoûtée voire indignée par la teneur des accusations portées contre lui,.

#### Les débuts au cinéma (1992-2006)
En 1987, Lisa fait ses débuts au cinéma en tenant le rôle de la prêtresse vaudou Epiphany Proudfoot, un des rôles principaux du film d'Alan Parker Angel Heart, où elle joue aux côtés de Mickey Rourke, Robert De Niro et Charlotte Rampling. Les scènes sensuelles et sexuelles signent sa rupture de sa vie d'avant d'adolescente pudique, dans la foulée, elle pose nue pour la couverture du magazine Rolling Stone du 19 mai 1988,.
Lisa continue sa carrière cinématographique en interprétant le rôle de Rachel F. Banks, dans le film Ennemi d'État, réalisé par Tony Scott, sorti en 1998, où elle joue aux côtés de Will Smith, Gene Hackman, Jon Voight.
Puis en 2000, elle tient le rôle de Marie DeSalle dans le film High Fidelity comédie romantique de Stephen Frears elle joue aux côtés de John Cusack, Iben Hjejle, Catherine Zeta-Jones, Tim Robbins, Jack Black, etc.,
En 2003, elle tient un second rôle dans le film Biker Boyz de Reggie Rock Bythewood (en), où elle joue aux côtés de  Laurence Fishburne, Derek Luke, Meagan Good, Orlando Jones,,.

#### Le cinéma et le retour à la télévision
Elle renoue avec la télévision en jouant un rôle récurrent dans la première saison de la série policière fantastique Life on Mars (adaptation de la série britannique Life on Mars) produite par ABC et diffusée de 2008 à 2009 elle joue aux côtés de Jason O'Mara, Michael Imperioli, Gretchen Mol et Harvey Keitel,
En 2014, elle joue dans le film, Road to Paloma (en), réalisé par son époux Jason Momoa, où elle joue aux côtés de son mari, de Sarah Shahi, Michael Raymond-James, et al.,. 
En 2014, elle tient le rôle récurrent de Sky Van Der Veen dans sept épisodes de la série télévisée The Red Road où Jason Momoa tient un des rôles principaux,.
En 2016, elle apparaît dans deux épisodes de la saison 5 de comédie dramatique Girls, mais tient aussi un rôle récurrent dans la quatrième saison de la série dramatique Ray Donovan.

### Vie privée
En 1985, Lisa devient la compagne du chanteur américain Lenny Kravitz. Ils se marient le 16 novembre 1987, le jour du 20e anniversaire de l'actrice, à Las Vegas. Le 1er décembre 1988, elle donne naissance à leur fille : Zoë Kravitz, devenue actrice, chanteuse et mannequin. Le couple se sépare en 1991, et divorce à l'amiable en 1993.
Depuis 2005, elle partage la vie de l'acteur américain Jason Momoa de qui elle a deux enfants : une fille, Lola Iolani Momoa, née le 23 juillet 2007, et un garçon, Nakoa-Wolf Manakuaupo Namakaeha Momoa, né le 15 décembre 2008. Le couple se marie en novembre 2017, à Topanga, dans leur demeure, lors d'une cérémonie intime, mais annonce sa séparation sur instagram le 12 janvier 2022. En mars de la même année, ils décident de se donner une seconde chance et annulent leur divorce. En janvier 2024, le divorce a finalement été officialisé.

## Filmographie

### En tant qu'actrice

#### Cinéma
- 1987 : Angel Heart d'Alan Parker : Epiphany Proudfoot
- 1993 : Bank Robber de Nick Mead : Priscilla
- 1994 : Ligne privée (Dead connection) de Nigel Dick : Catherine Briggs
- 1998 : Ennemi d'État (Enemy of the State) de Tony Scott : Rachel F. Banks
- 2000 : High Fidelity de Stephen Frears : Marie DeSalle
- 2003 : Biker Boyz de Reggie Rock Bythewood : Queenie
- 2006 : Whitepaddy de Geretta Geretta :  Mae Evans
- 2014 : Road to Paloma (en) de Jason Momoa

#### Télévision

##### Séries télévisées
- 1984-1991 : Cosby Show (The Cosby Show) : Denise Huxtable Kendall (119 épisodes)
- 1987-1988 : Campus Show (A Different World) : Denise Huxtable
- 2008-2009 : Life on Mars : Maya Daniels
- 2014 : New Girl : Brenda « le gourou des profs »
- 2014 : The Red Road : Sky Van Der Veen
- 2016 : Girls série de Lena Dunham : Tandice Moncrief (épisodes 8 et 9)
- 2016 : Ray Donovan : Marisol (Saison 4)

##### Téléfilms
- 1994 : New Eden : Lily
- 2002 : L'Autre Côté du rêve (Lathe of Heaven) : Heather Lelache

### En tant que réalisatrice
- 1993 : Gentleman Who Fell